# کاری وانانن
کاری وانانن (فنلاندی: Kari Väänänen؛ زادهٔ ۱۷ سپتامبر ۱۹۵۳) بازیگر، کارگردان فیلم و نویسنده اهل فنلاند است.
از فیلم‌ها یا برنامه‌های تلویزیونی که وی در آن نقش داشته‌است می‌توان به شب روی زمین، کابوی‌های لنین‌گراد به آمریکا می‌روند، زندگی کولی‌وار، کمین، عشق بدشگون، پرنده‌های مهاجر، ابرهای شناور و هابیت‌ها اشاره کرد.